# Frea similis
Frea similis là một loài bọ cánh cứng trong họ Cerambycidae.